# Molenkamp (Heerde)
Molenkamp is een woonwijk in de Nederlandse plaats Heerde.
De wijk ligt net ten noorden van het centrum van Heerde. Molenkamp heeft relatief gezien veel huurwoningen uit de jaren vijftig en zestig. Aan de randen van de wijk zijn veel vrijstaande koopwoningen gesitueerd. Het stratenpatroon is rechthoekig en ruim van opzet, met groenstroken en plantsoenen. Er is een basisschool en een grote speeltuin voor kinderen.